# Programma 101
La Programma 101 fue la primera computadora de escritorio producida comercialmente. Inventada por el italiano Pier Giorgio Perotto, y lanzada por la firma italiana Olivetti en la Feria Mundial de Nueva York de 1964, su producción en masa se inició en 1965, con un diseño futurista para su época; la Programma 101 tenía un precio de 3.200$ (23.000$ si se ajusta al 2011). Se vendieron cerca de 44.000 unidades, principalmente en Estados Unidos.
Es usualmente considerada una calculadora programable con impresora, o calculadora de escritorio, porque tres años después la Hewlett-Packard 9100A, un modelo que se inspiró en la P101, fue promocionada por HP como una "calculadora portátil", con el fin de ser capaces de superar el temor hacia las computadoras y poder vender a las empresas sin pasar por su departamento de informática.

## Capacidades

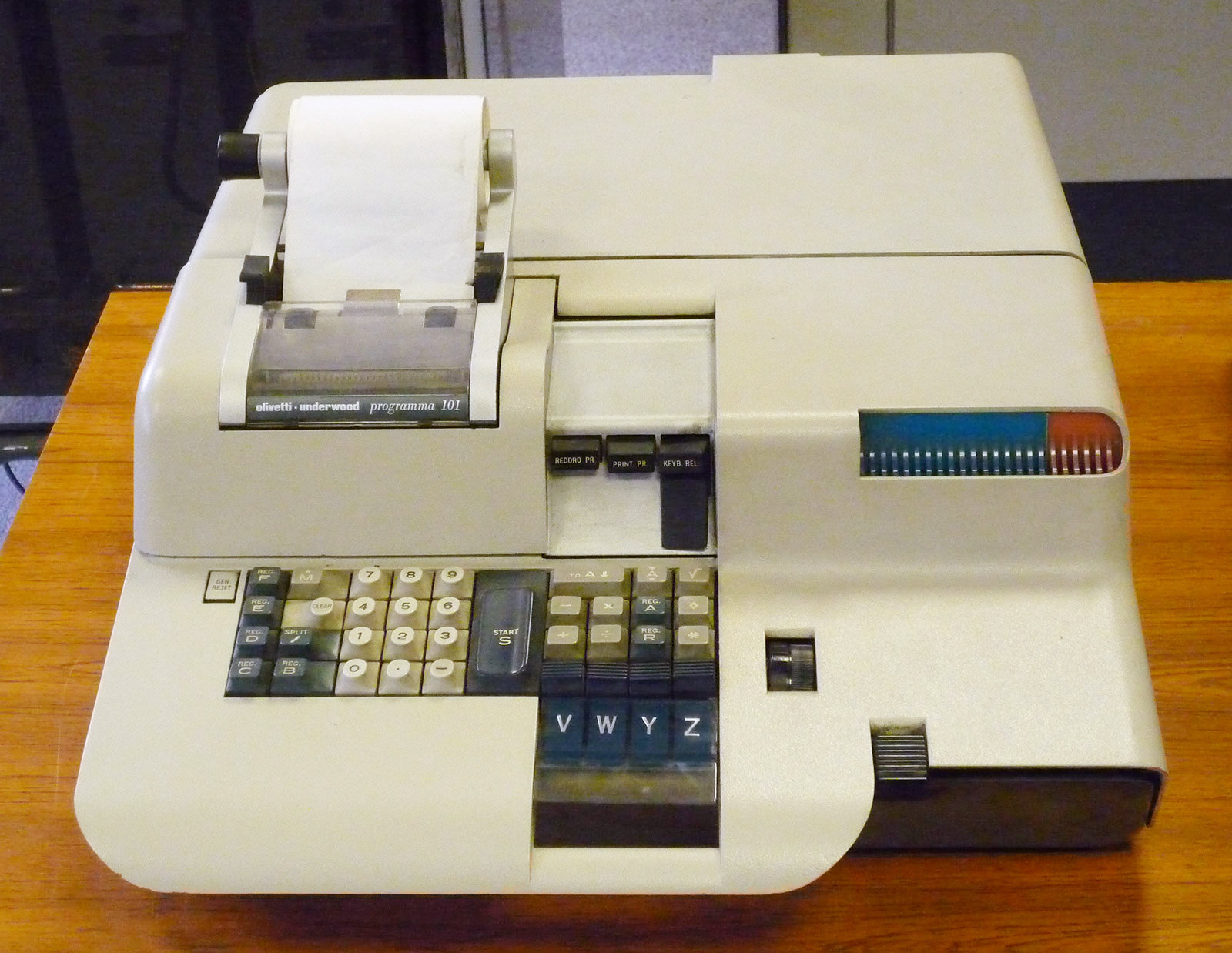
Vista frontal de una Programma 101 mostrando la impresora y las teclas de programación.

La Programma 101 es capaz de calcular las cuatro funciones aritméticas básicas (suma, resta, multiplicación y división), además de la raíz cuadrada, valor absoluto y parte fraccionaria. También limpiar, transferir, intercambiar y detener una entrada. Tiene 16 instrucciones de salto y 16 instrucciones condicionales de salto. Hay 32 etiquetas disponibles como destino para las 32 instrucciones de salto y/o las cuatro teclas de inicio (V, W, Y, Z).
Cada registro contiene una serie de 22 dígitos con signo y punto decimal.
Su memoria consiste en 10 registros: tres para operaciones (M, A, R); dos para almacenamiento (B, C); tres para almacenamiento y/o programar (asignable según se necesite: D, E, F); y dos para programar solamente (p1, p2). Cinco de los registros (B, C, D, E, F) pueden ser subdivididos en medios registros, conteniendo números de 11 dígitos con signo y punto decimal. Cuando se usa en programación, cada registro completo guarda 24 instrucciones.
Se imprimían los programas y los resultados en un rollo de cinta de papel, similar al de una calculadora o una caja registradora.
La programación era similar al lenguaje ensamblador, pero simple, ya que había menos opciones. Dirigía el intercambio entre los registros de la memoria y los registros de cálculo y las operaciones en los registros.
Los programas almacenados podían ser grabados en las tarjetas de plástico de aproximadamente 10 cm x 20 cm que tenían una capa magnética en un lado y una superficie para escribir en el otro. Cada tarjeta podía ser grabada en dos franjas, lo que le permitía almacenar dos programas. Los diez registros se almacenaban en la tarjeta, permitiendo que los programas utilizaran un máximo de diez almacenan de 11 dígitos constantes.
El programa para el cálculo de logaritmos ocupaba ambas bandas de una tarjeta magnética.

## Construcción
Todos los cálculos se realizaban por medio de dispositivos discretos (transistores y diodos montados en tarjetas de circuito de resina fenólica), ya que entonces no había microprocesadores ni circuitos integrados. Como dispositivo de almacenamiento de datos, utilizaba una memoria de línea de retardo acústica con alambres de metal. Los bits de datos se introducían mediante imanes que provocaban que el transductor contrajera, expandiera o girase el extremo del alambre (basado en el valor binario que se quería introducir). La onda resultante de la torsión se movía por el cable. Un transductor piezoeléctrico convertía los bits en una señal electrónica que podía ser amplificada y enviada de vuelta con un retardo de 2,2 milisegundos. Normalmente, los bits estarían en tránsito debido al retardo producido por la velocidad de propagación de la onda, y el ordenador los seleccionaba mediante el método de contar y comparar la señal con un reloj maestro para encontrar el bit requerido.

## Diseño

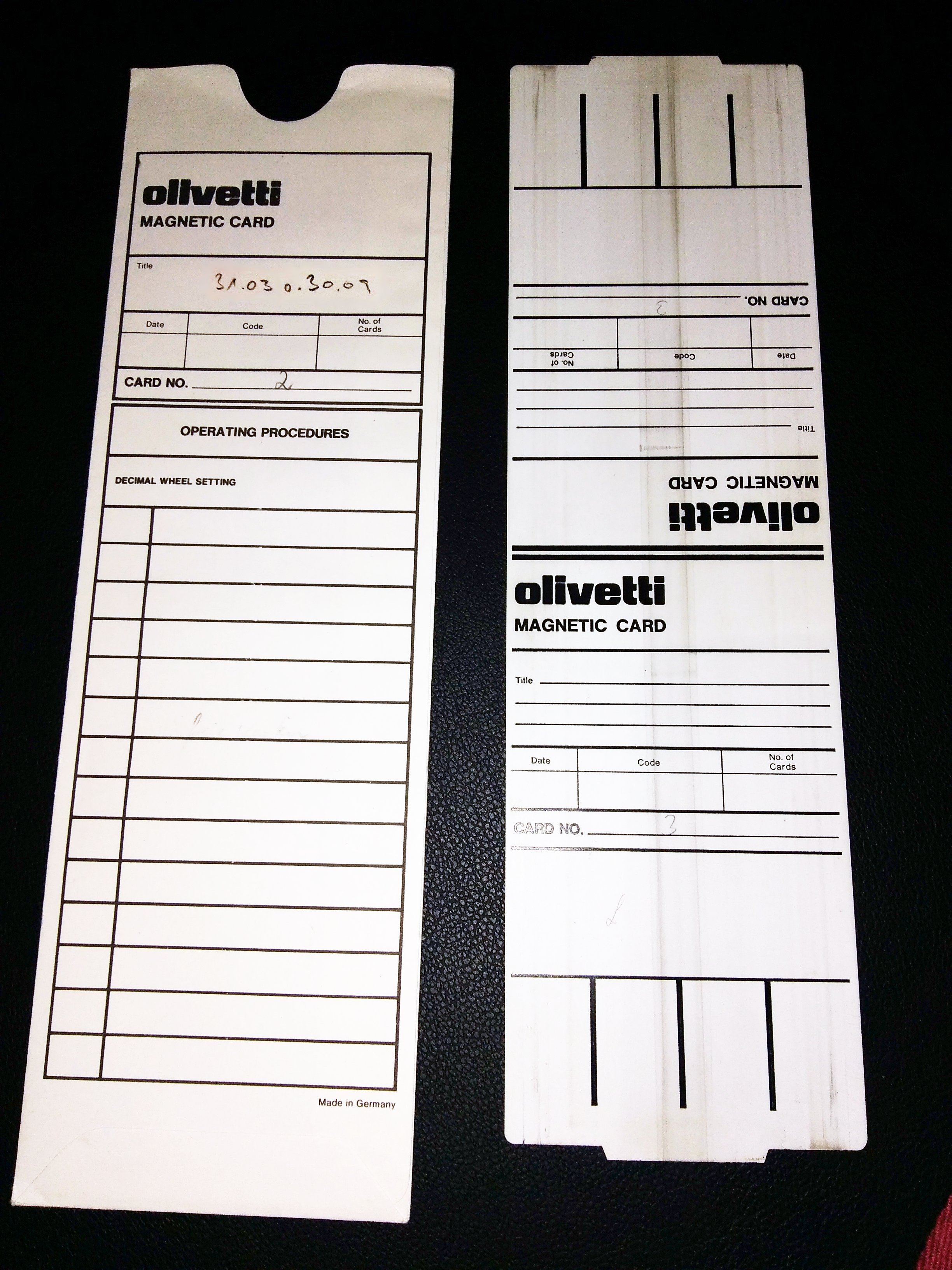
Tarjeta Magnética

Olivetti era famosa por su atención a los aspectos de ingeniería y de diseño, como da testimonio la colección permanente en el Museo de Arte Moderno de Nueva York, y las Programma 101 fueron otro ejemplo de esta atención. Ingeniería inteligente, el equipo trabajó duro para ofrecer un producto muy simple, algo que cualquiera pudiera usar. Para apoyar esto, aparte del precio y del tamaño, se centraron en la persona como objetivo. Este enfoque ayudó a inventar cosas como la tarjeta magnética programable, un elemento revolucionario para ese momento, permitiendo que cualquier persona pudiera insertar dicha tarjeta y ejecutar cualquier programa en unos pocos segundos.
Para cuidar la ergonomía y la estética de un producto que no existía antes, Roberto Olivetti llamó a Mario Bellini, un joven arquitecto italiano:

Recuerdo que un día recibí una llamada de Roberto Olivetti: "quiero verte para un proyecto complejo que estoy construyendo". Se trataba del diseño, no de una caja conteniendo mecanismos y circuitos impresos, sino un objeto personal, algo que tenía que vivir con una persona, una persona con su silla sentada ante una mesa o escritorio y que tenía que empezar una relación de comprensión, de interacción, algo muy nuevo, porque antes de esa fecha las computadoras eran tan grandes como un armario. Con un armario nosotros no tenemos ninguna relación: de hecho, los armarios más bellos desaparecen en la pared. Pero esto no era un armario o una caja, se trataba de una máquina diseñada para ser parte de su séquito personal.
Mario Bellini, 2011, "Programma 101 — memory of the future", cit.

## Historia
Fue diseñada por el ingeniero de Olivetti Pier Giorgio Perotto en Ivrea. El estilo, atribuido a Marco Zanuso pero en realidad de Mario Bellini, fue ergonómico e innovador para la época, por lo que obtuvo el premio de diseño industrial Compasso d'Oro.
Desarrollado entre 1962 y 1964, se salvó de la venta de la división informática a General Electric gracias a un empleado que una noche cambió la clasificación interna de los productos de "computadora" en "calculadora", dejando el pequeño equipo en Olivetti y creando algunas situaciones incómodas en la oficina, ya que el edificio, salvo la oficina de entonces, era propiedad de GE.
La Programma 101 fue lanzada en la Feria Mundial de Nueva York de 1964, atrayendo el mayor interés. Se vendieron 40.000 unidades, el 90% de ellas en los Estados Unidos, donde el precio de venta fue de $3.200 (incrementándose a cerca de $3.500 en 1968.)
A Hewlett-Packard se le ordenó pagar $900.000 en regalías a Olivetti después de copiar algunas de las soluciones adoptadas en la Programma 101, como la tarjeta magnética y la arquitectura, en la HP 9100.
Cerca de diez Programma 101 se vendieron a la NASA y se usaron para planear el alunizaje del Apolo 11.

En el momento de Apolo 11 teníamos una computadora de escritorio, o algo así, o se parecía, llamada Olivetti Programma 101. Era una especie de supercalculadora. Era probablemente un cuadrado de pie y medio, y cerca de 8 pulgadas de altura. Podía sumar, restar, multiplicar y dividir, pero podía recordar una secuencia de estas operaciones y guardaba esa secuencia en  una tarjeta magnética, una cinta magnética que era cerca de un pie y medio de largo y dos pulgadas de ancho. Así que podías escribir una secuencia, una secuencia de programación y cargarla ahí, y si lo haría — La antena de alta ganancia del módulo lunar no era muy inteligente, no sabía donde estaba la tierra. [...] Teníamos que correr cuatro programas separados en el Programma 101 [...]
David W. Whittle, 2006, cit.

La 101 es mencionada como parte del sistema usado por la fuerza aérea norteamericana para calcular coordenadas para bombardeos dirigidos desde tierra del B-52 Stratofortress durante la Guerra de Vietnam.